# تکن رولوشن
تکن روولوشن (به انگلیسی: Tekken Revolution) یک بازی ویدئویی به سبک مبارزه‌ای از مجموعه بازی‌های تکن که توسط شرکت باندای نامکو گیمز به صورت آزاد ساخته و منتشر شده‌است. این بازی به‌طور انحصاری برای کنسول پلی‌استیشن ۳ از طریق شبکه پلی‌استیشن از ۱۱ ژوئن ۲۰۱۳ در دسترس است.

## شخصیت‌ها
در مجموعه ۲۹ شخصیت قابل انتخاب در بازی حضور دارند که هشت نفر از آن‌ها در ابتدا به‌طور پیش‌فرض در دسترس هستند. تقریباً تمام شخصیت‌های حاضر در بازی از شخصیت‌های قدیمی این مجموعه هستند، اگرچه در این نسخه دو شخصیت جدید نیز معرفی شده‌اند، یک خون‌آشام نامیرا به نام الیزا، و کین‌جین (موکوجین طلایی رنگ که تاجی بر سر دارد و دارای عینک آفتابی و سبیل است) که تنها به عنوان یک شخصیت باس غیرقابل انتخاب در بازی حضور دارد.
- آلیسا بسکونوویچ (باز شدنی)
- آسوکا کازاما
- آرمور کینگ (باز شدنی)
- الیزا (شخصیت جدید و باز شدنی)
- اوگر (باس غیرقابل انتخاب)
- استیو فاکس (باز شدنی)
- باب (بازشدنی)
- برایان فیوری (باز شدنی)
- پال فینکس
- تتسوجین (باس غیرقابل انتخاب)
- جین کازاما (باز شدنی)
- جون کازاما (باز شدنی)
- کینگ
- کین‌جین (شخصیت جدید و باس غیرقابل انتخاب)
- کازویا میشیما
- کریستی مانترو (باز شدنی)
- کوما (باز شدنی)
- کونیمیتسو (باز شدنی)
- جک ۶
- جِی‌سی (بازشدنی)
- جین‌پاچی میشیما (غیرقابل انتخاب)
- سرگئی دراگانوف (باز شدنی)
- مارشال لا
- فنگ وی (باز شدنی)
- دویل جین (باز شدنی)
- لارس الکساندرسون
- لینگ شائویو (باز شدنی)
- لی‌لی
- لی چائولان (باز شدنی)
- لئو (باز شدنی)
- هائورانگ (باز شدنی)
- هیهاچی میشیما (باس غیرقابل انتخاب)
- موکوجین (باس غیرقابل انتخاب)
- میگل (باز شدنی)
- نینا ویلیامز (باز شدنی)[۴]